# 小行星2044
小行星2044（2044 Wirt）是一颗围绕太阳公转的小行星。1950年11月8日，卡爾·維爾塔寧在汉密尔顿山发现了此天体。
該小行星以發現者卡爾·維爾塔寧命名。
这颗小行星的绝对星等为50.37754等。